# 霍爾特 (阿拉巴馬州)
霍爾特（英語：Holt）是位於美國阿拉巴馬州塔斯卡盧薩縣的一個非建制地區和人口普查指定地區。根據2010年美國人口普查，該地人口為3638人，而該地的面積約為8.23平方千米。

## 地理
霍爾特的座標為33°13′49″N 87°29′10″W / 33.23028°N 87.48611°W，而該地最高點為海拔高度116米（即381英尺）。